# Heterogamisca marmorata
Heterogamisca marmorata är en kackerlacksart som först beskrevs av Boris Petrovich Uvarov 1936.  Heterogamisca marmorata ingår i släktet Heterogamisca och familjen Polyphagidae. Inga underarter finns listade i Catalogue of Life.